# Craneotabes
En neonatología, craneotabes, también llamada osteoporosis craneal congénita, es un término que se usa para referirse a un reblandecimiento y adelgazamiento del cráneo, especialmente de los recién nacidos. Se ve con más frecuencia en el hueso occipital y en la parte posterior del hueso parietal. El hueso en cuestión tiende a ser considerablemente blando con la sensación de estar presionando sobre una bola de ping pong, es decir, se hunden y vuelven a su punto original.

## Etimología
La palabra craneotabes viene del alemán crani de cráneo y del latín tabes de desgaste. 

## Etiología
El reblandecimiento de los huesos del cráneo o craneotabes puede ocurrir con cualquier trastorno que afecte el crecimiento o desarrollo de estos huesos, tales como raquitismo, osteogénesis imperfecta, marasmo, sífilis o una talasemia, en especial si aparecen en un punto de rápido crecimiento óseo. Puede que sea un hallazgo normal en neonatos prematuros. Puede que tenga una asociación con una deficiencia prenatal de vitamina D. Se ha reportado casos de craneotabes en pacientes con cistinosis, una deficiencia congénita de cisteína.

## Cuadro clínico
La craneotabes tiende a ser asintomático, no requiere de tratamiento si no se ve acompañado de otros defectos congénitos, se resuelve por sí solo y por lo general, no deja secuelas ni se presentan complicaciones.